# Cadre-71/2-Weltmeisterschaft 1975

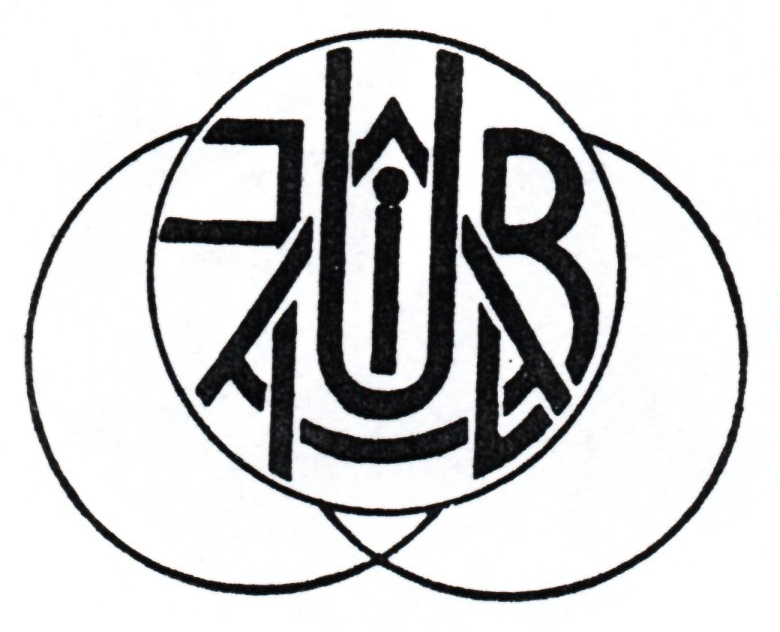
Logo UIFAB (ausrichtender Verband)

Veranstaltungsort: Buenos Aires

Die Cadre-71/2-Weltmeisterschaft 1975 war die 17. Cadre-71/2-Weltmeisterschaft. Das Turnier fand vom 6. bis zum 10. Oktober 1975 in Buenos Aires statt. Es war die erste Cadre-71/2-Weltmeisterschaft in Argentinien.

## Geschichte
Ursprünglich waren neun Teilnehmer am Start. Am zweiten Spieltag schied aber der Argentinier Emilio Yazbek nach Differenzen mit der Turnierleitung aus dem Turnier aus. Seine Spiele wurden aus der Wertung genommen. Im Nachhinein wurde bemängelt, dass die UMB drei Spieler zu dieser Meisterschaft zugelassen hatte, die nicht das Niveau einer Weltmeisterschaft besaßen. Drei Spieler hatten so ziemlich das gleiche Niveau. Vor dem letzten Durchgang konnten noch drei Spieler Weltmeister werden. Francis Connesson würde ein Sieg gegen Manuel Girves, der Osvaldo Berardi und Dieter Müller geschlagen hatte, reichen, wenn bei einem Sieg von Müller gegen Berardi Müller sieben Aufnahmen mehr als Connesson spielt. Es kam aber anders. Berardi startete gegen Müller mit 241 Punkten in der ersten Aufnahme und ließ 59 Punkte in der zweiten Aufnahme folgen. Müller brauchte im Nachstoß 291 Punkte zum Unentschieden. Bei 235 Punkten endete aber seine Serie. Da Connesson gegen Girves 300:149 in 10 Aufnahmen gewann, hätte ein Unentschieden von Berardi gegen Müller keinem von beiden zum Titel gereicht.

## Turniermodus
Es wurde eine Finalrunde im Round Robin System bis 300 Punkte gespielt. Bei MP-Gleichstand wird in folgender Reihenfolge gewertet:
1. MP = Matchpunkte
2. GD = Generaldurchschnitt
3. HS = Höchstserie

## Abschlusstabelle
| MP    | Match Points (Sieger = 2; Unentschieden = 1; Verlierer = 0) |
| Pkte. | Erzielte Karambolagen                                       |
| Aufn. | Benötigte Versuche                                          |
| GD    | Generaldurchschnitt                                         |
| BED   | Bester Einzeldurchschnitt eines Spielers                    |
| HS    | Höchstserie                                                 |
|       | Bester GD des Turniers                                      |
|       | Bester ED des Turniers                                      |
|       | Beste HS des Turniers                                       |
|       | 1. Platz (Gold)                                             |
|       | 2. Platz (Silber)                                           |
|       | 3. Platz (Bronze)                                           |

| Platz                      | Name              | MP   | Pkte. | Aufn. | GD    | BED    | HS  |
| -------------------------- | ----------------- | ---- | ----- | ----- | ----- | ------ | --- |
| 1                          | Francis Connesson | 12:2 | 1957  | 62    | 31,56 | 50,00  | 261 |
| 2                          | Osvaldo Berardi   | 10:4 | 1996  | 53    | 37,66 | 150,00 | 241 |
| 3                          | Dieter Müller     | 10:4 | 1983  | 63    | 31,47 | 75,00  | 235 |
| 4                          | Manuel Girves     | 10:4 | 1825  | 103   | 17,71 | 30,00  | 113 |
| 5                          | Nobuaki Kobayashi | 8:6  | 1593  | 107   | 14,88 | 25,00  | 90  |
| 6                          | Hernan Bustos     | 4:10 | 1147  | 134   | 8,55  | 10,34  | 81  |
| 7                          | Mario Criales     | 2:12 | 1263  | 147   | 8,59  | 8,57   | 91  |
| 8                          | Pulido Chavez     | 0:14 | 1038  | 163   | 6,36  | –      | 36  |
| Turnierdurchschnitt: 15,38 |                   |      |       |       |       |        |     |